# 横山岳
横山岳（よこやまだけ）は、滋賀県長浜市にある伊吹山地の標高1,132 mの山。

## 概要
本峰の西峰と東峰からなる双耳峰であり、西側の北陸本線木ノ本駅からどっしりとしたその山容を望むことができる。西峰の山頂には、二等三角点（点名が「横山岳」、標高1,131.69 m）が設置されていて、気象観測施設（日本気象協会のアメダス）が設置されていた。滋賀県と岐阜県との県境稜線から南西側へと延びる枝尾根上にある。南面の白谷本流にある経の滝と五銚子の滝の間には延喜式内社の横山神社があったとされていて、古くから山岳霊場として栄えていた山である。経の滝は、南麓の杉野の神宮寺の僧侶が般若経を書写する際に身を清めた場所であることに由来する。五銚子の滝は、横山神社に捧げるお神酒の銚子を清めたことに由来する。山名はこの横山神社に由来する。関西百名山の一つに選定されている。冬は深い雪に覆われる。春にはカタクリやヤマシャクヤクなどの花の山として知られている。東尾根にはブナの原生林が広がる。

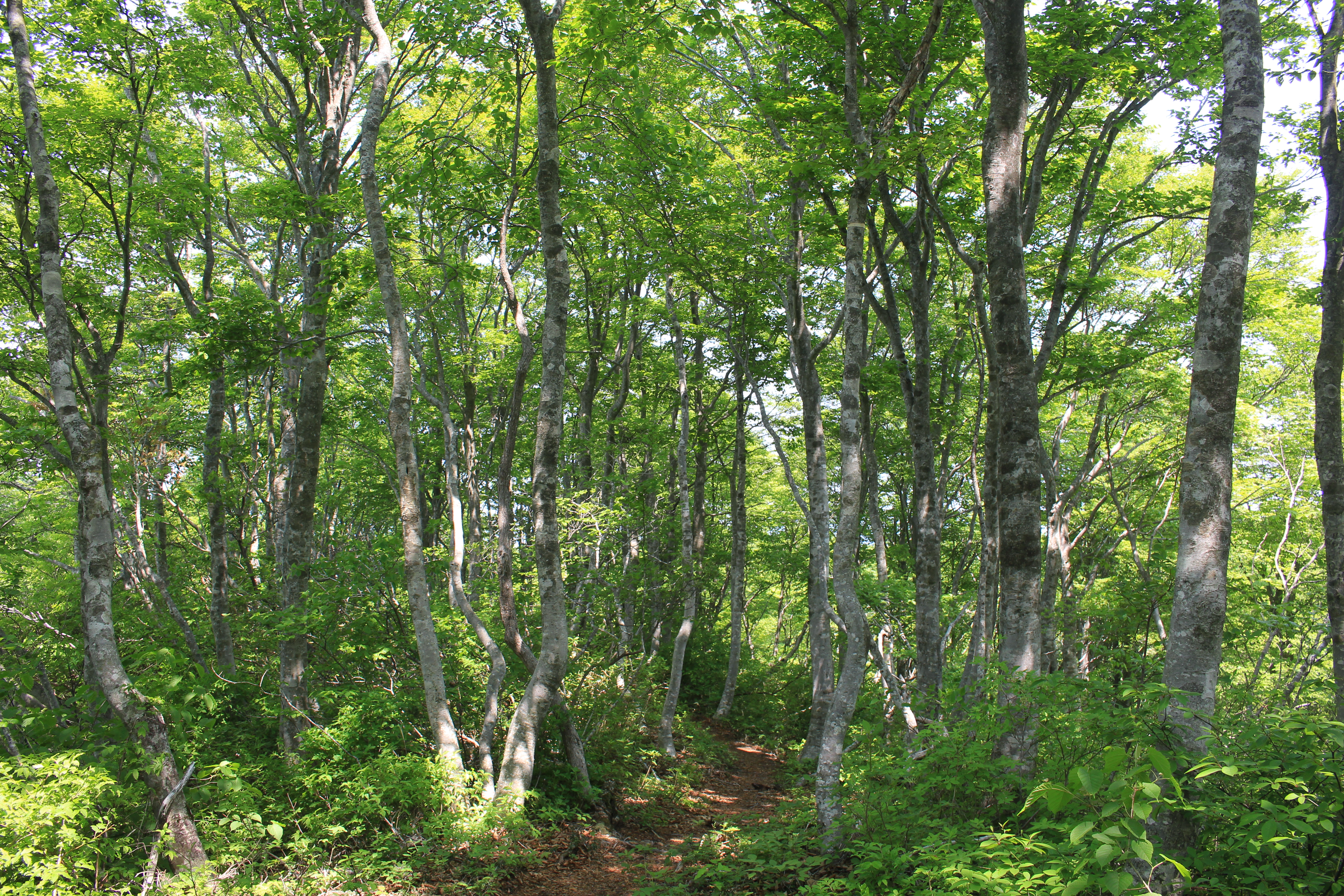
山頂部東尾根のブナの原生林

## 登山
地元の杉野山の会により登山道が整備されていて、毎年5月第3日曜日の山開きや登山大会が開催されている。登山道の急坂などにはロープが設置されている。山頂部からは周辺の山並みや余呉湖、琵琶湖に浮かぶ竹生島などを望むことができる。「横山岳から望む琵琶湖と余呉湖」が長浜市の大切にしたい長浜の景観「ながはま百景」の一つに選定されている。登山適期は4月中旬-11月中旬。春先の残雪期に雪山登山されることもある。以下の登山コースなどが利用されている。
- 白谷本流コース：白谷登山口 - 太鼓橋 - 経の滝 - 五銚子の滝 - 横山岳
- 東尾根コース：白谷登山口 - 網谷林道 - 東尾根登山口東峰 - 横山岳
- コエチ谷からのコース：コエチ谷登山口 - 鳥越峠 - 三高尾根 - 横山岳
- 墓谷山からのコース：墓谷山登山口 - 南野寺観音堂 - 墓谷山 - 鳥越峠 - 三高尾根 - 横山岳

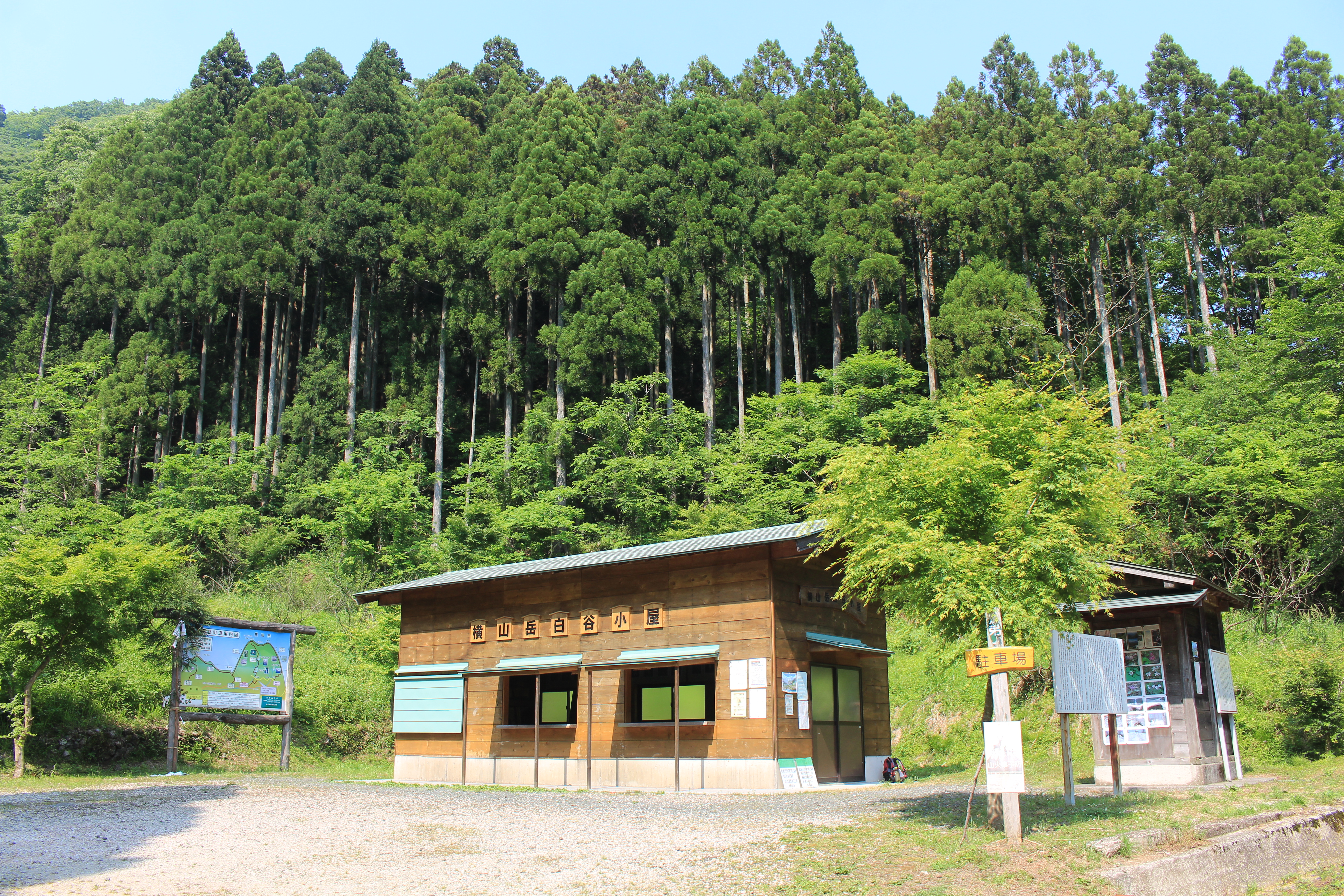
横山岳の白谷登山口に整備されている横山岳白谷山小屋、トイレと駐車場
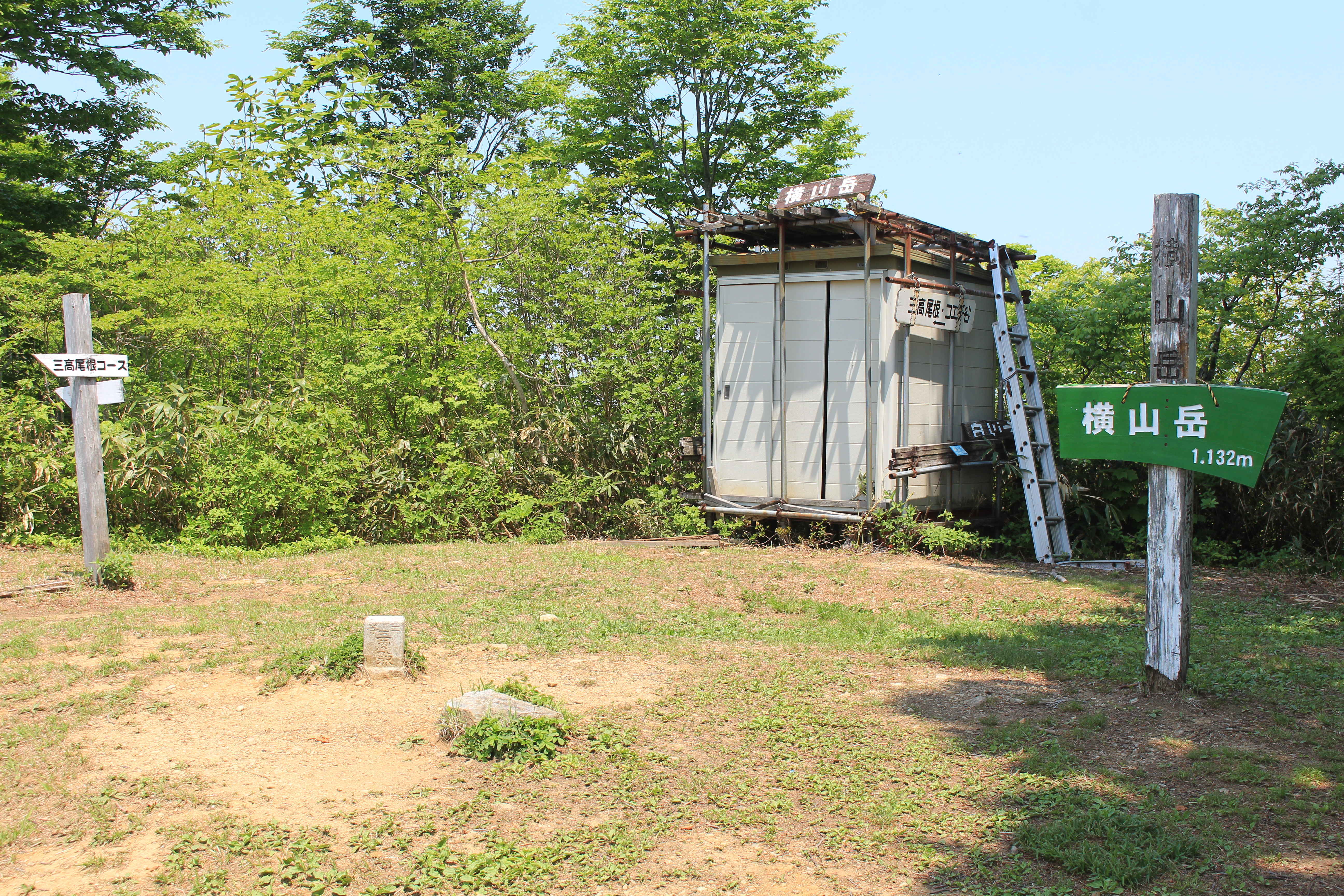
横山岳山頂
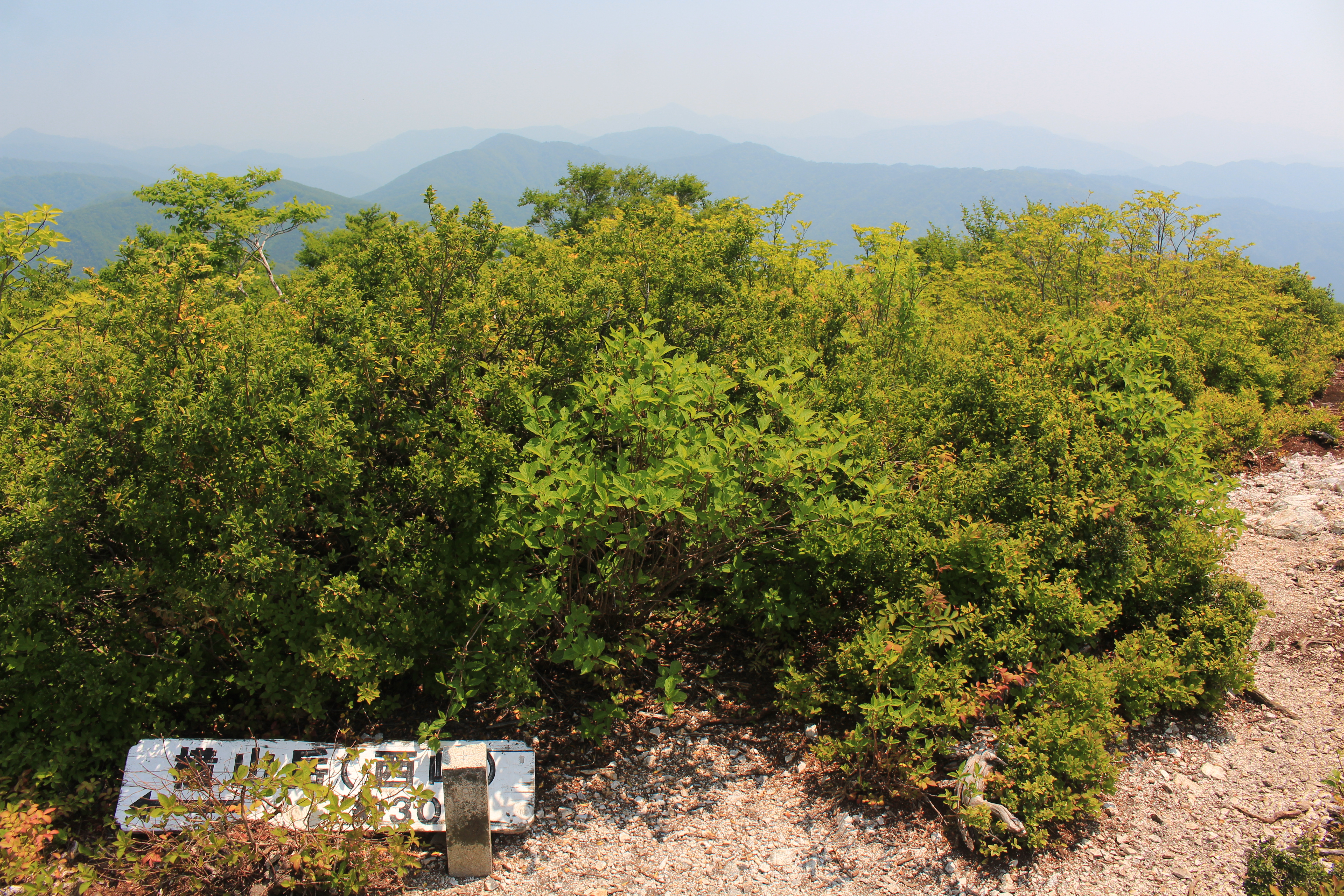
横山岳東峰の山頂

## 地理
東には東尾根が延びる。

### 周辺の山
南側には三高尾根が延び、鳥越峠を経て墓谷山へと続く。

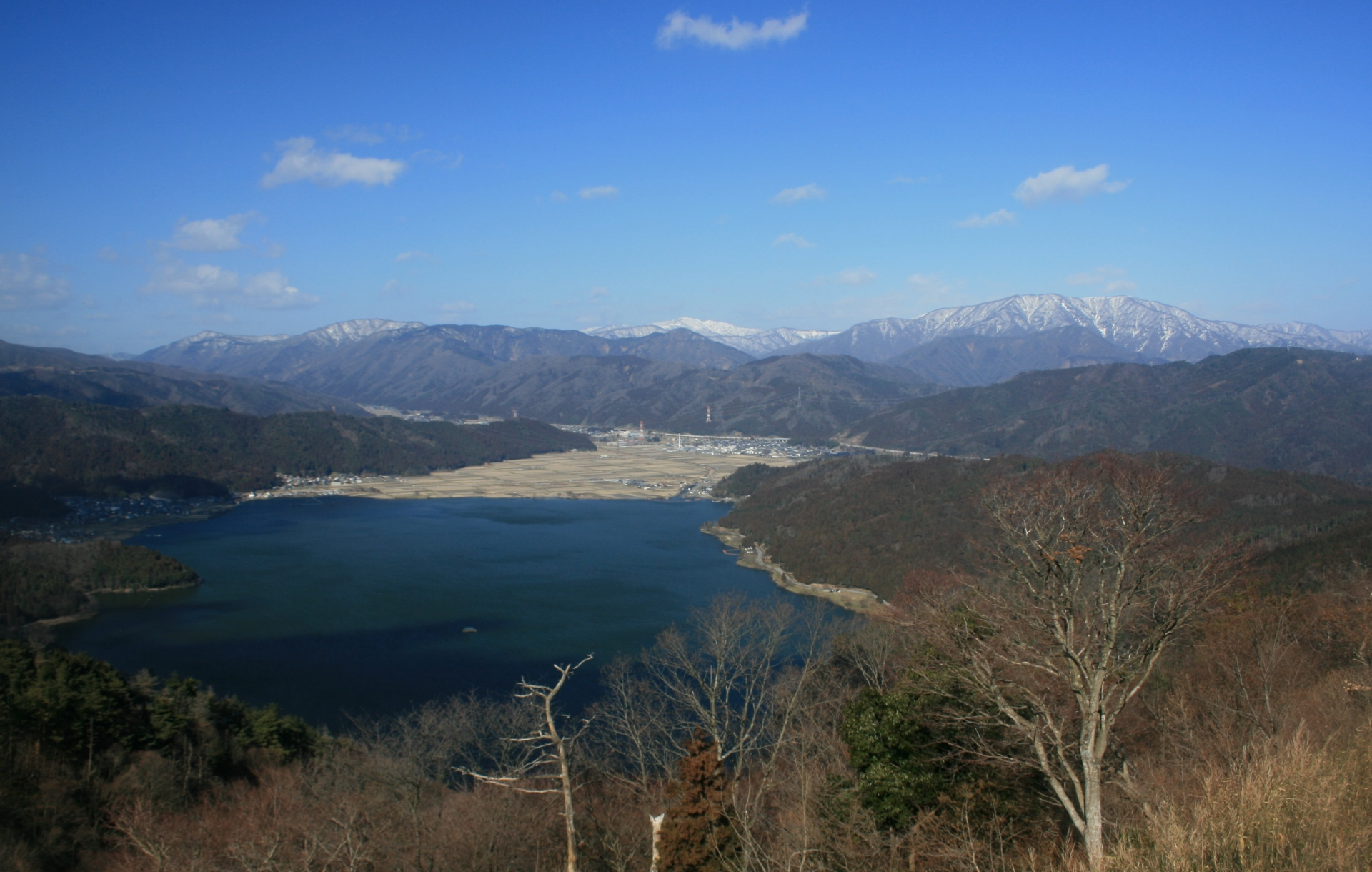
賤ヶ岳から望む余呉湖と横山岳（右奥）

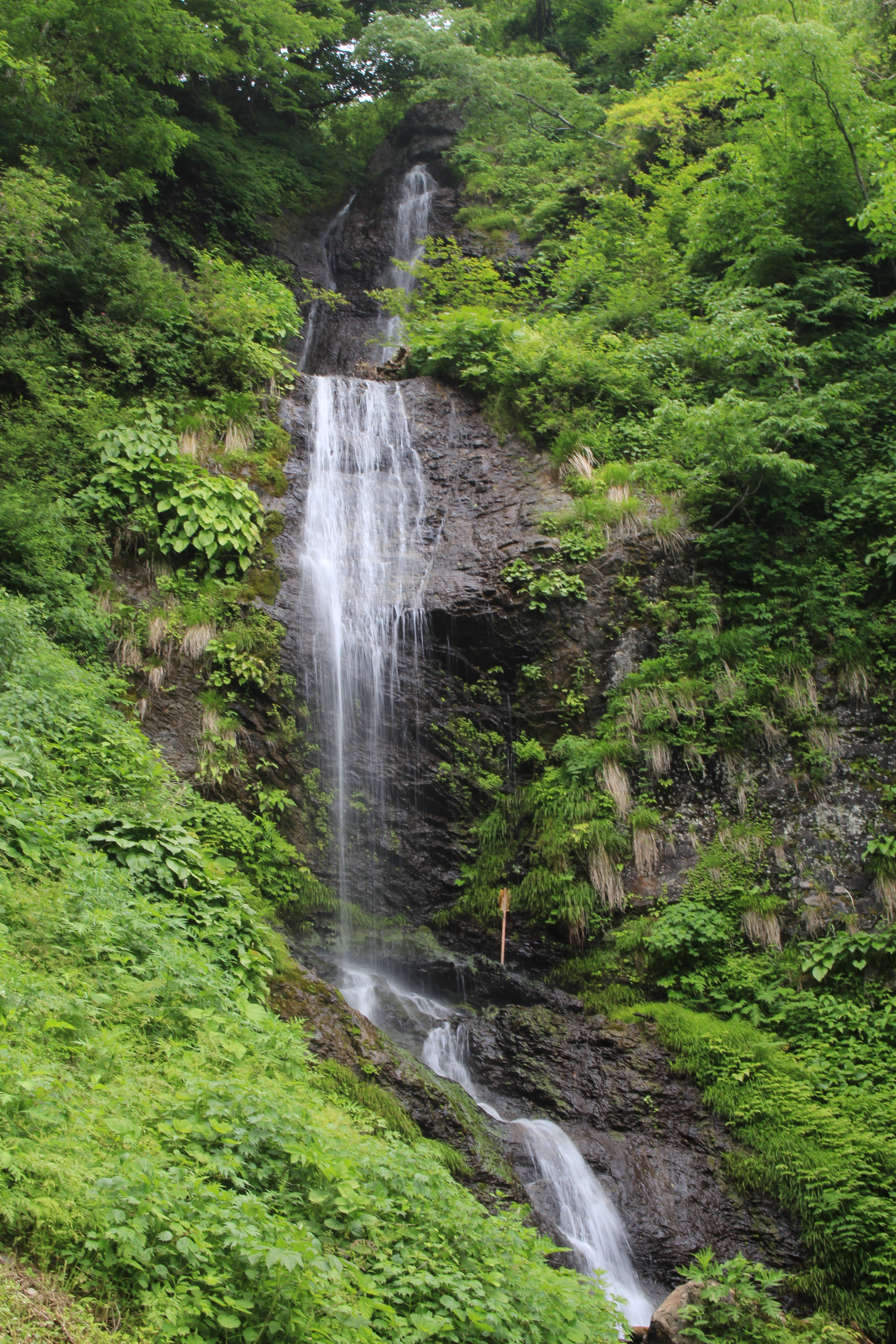
横山岳南山腹の網谷川上流域の白谷本流にある五銚子の滝

| 山容                                                                                           | 山名     | 標高 (m) | 三角点等級 基準点名 | 横山岳からの 方角と距離(km) | 備考                       |
| ---------------------------------------------------------------------------------------------- | -------- | -------- | ------------------- | --------------------------- | -------------------------- |
| 夜叉ヶ池山から望む夜叉ヶ池と三周ヶ岳（2013年6月17日）                                          | 三周ヶ岳 | 1,290.01 | 一等 「三周岳」     | 北北東 9.8                  |                            |
| 南山麓の国道303号から望む横山岳（2016年5月21日）                                               | 横山岳   | 1,131.69 | 二等 「横山岳」     | 0                           | 関西百名山                 |
| 横山岳から望む墓谷山、遠景は余呉湖と琵琶湖（2016年6月6日）                                     | 墓谷山   | 737.75   | 三等 「墓谷」       | 南南西 2.8                  | 杉野富士                   |
| 花房山から望む金糞岳（2010年3月22日）                                                          | 金糞岳   | 1,317    |                     | 南東 8.9                    | 滋賀県の第2高峰 関西百名山 |
| 横山岳から望む余呉湖、最奥に琵琶湖、左奥に竹生島、竹生島と余呉湖との間に賤ヶ岳（2016年6月6日） | 賤ヶ岳   | 421.12   | 三等 「賎ヶ嶽」     | 南南西 12.3                 | 関西百名山                 |

### 源流の河川
淀川水系である姉川（高時川）の以下の支流の源流となる山で、琵琶湖へと流れる。姉川の河口の北24 kmに位置する。網谷川上流域の白谷本流には、経の滝（落差約20 m）と五銚子の滝（落差上段約15 m、中段約10 m、下段約3 m）などの滝がある。網谷の上流域には、滝の谷の滝がある。
- 網谷川、土倉谷 - 杉野川[4]の支流
- リッカ谷川

### 周辺の峠
周辺には以下の峠がある。
- 鳥越峠 - 横山岳と墓谷山との鞍部[12]
- 八草峠 - 土蔵岳と金糞岳との鞍部。国道303号の旧道が通る[6]。山頂の東南東6.2 kmに位置する。

### 交通・アクセス
南山麓の高時川沿いに国道303号が通る。南山麓に滋賀県道284号杉本余呉線が通り、南に延びる尾根を杉本隧道のトンネルが貫通する。西山麓の高時川沿いに滋賀県道285号中河内木之本線が通る。南面の一部は植林地として利用されていて、広域基幹林道横山岳線、込谷林道などが敷設されている。南麓の杉野集落からは網谷林道が敷設されている。
- 西日本旅客鉄道（JR西日本）北陸本線余呉駅の北西9 kmに位置する[4]。
- 湖国バス長浜営業所の高山線の「杉野」バス停の北4 kmに位置する。
- 北陸自動車道木之本インターチェンジの北北東12 kmに位置する。